# Kecsmár Krisztián
Kecsmár Krisztián (Budapest, 1975. október 13. –) magyar jogász. Szak- és kutatási területe az uniós jog. 2016 és 2018 között az Igazságügyi Minisztérium európai és nemzetközi igazságügyi együttműködésért felelős államtitkára. 2021-től az Európai Unió Törvényszékének bírája.
Az Európai Tükör főszerkesztője.[forrás?]

## Életpályája
Az Université Paris‑Sud (Paris XI) Jean Monnet Karán folytatott jogi tanulmányai nyomán 1998‑ban jogi alapdiplomát (licence), 1999‑ben nemzetközi jogi és európai jogi mesterdiplomát (maîtrise), 2000‑ben pedig társasági jogi és európai uniós jogi mesterdiplomát (master) szerzett.
2001 és 2005 között egy magyarországi ügyvédi irodában kezdte meg szakmai pályafutását.
2005‑ben az Európai Bizottság szolgálatába lépett az Információs Társadalmi és Médiaügyi Főigazgatóság szakreferenseként. Szintén szakreferensi feladatokat látott el a Versenypolitikai Főigazgatóságon 2009 és 2015 között, 2016‑ban, illetve 2018 és 2021 között.
2015 májusától 2016 áprilisáig az Európai Bizottság magyar Igazságügyi Minisztériumhoz kirendelt tisztviselője volt a miniszteri kabinet európai ügyekért felelős tagjaként.
2016 és 2018 között a magyar Igazságügyi Minisztérium európai uniós és nemzetközi igazságügyi együttműködésért felelős államtitkára volt.
Kecsmár Krisztiánt 2021. október 27‑én nevezték ki az Európai Unió Törvényszék bírájává.
Számos uniós- és versenyjogi írás szerzője.

## Díjai, elismerései
Vladár Gábor-díj (2018)[forrás?]
Magyarok Európáért díj (2024)

## Tagságok jogi szervezetekben vagy intézményekben
Az Európai Tükör című jogi folyóirat főszerkesztője.[forrás?]